# Culicoides nanpingensis
Culicoides nanpingensis är en tvåvingeart som beskrevs av Yu och Song 1986. Culicoides nanpingensis ingår i släktet Culicoides och familjen svidknott. Inga underarter finns listade i Catalogue of Life.